# Hiperbilirubinemia
Hiperbilirubinemia - to termin medyczny określający podwyższony poziom bilirubiny w surowicy krwi.
Prawidłowy poziom bilirubiny całkowitej w surowicy krwi człowieka wynosi 0,3–1,0 mg/dl lub 5,1–17,0 μmol/l.

Podwyższenie poziomu bilirubiny powyżej 5 mg% powoduje zażółcenie powłok i oczu i jest nazywane żółtaczką.
Mianem hiperbilirubinemii określa się też grupę chorób, których głównym objawem jest podwyższenie poziomu bilirubiny we krwi (m.in. zespół Gilberta, zespół Dubina-Johnsona, zespół Rotora, zespół Criglera-Najjara).